# Nisaga rufescens
Nisaga rufescens är en fjärilsart som beskrevs av George Francis Hampson 1895. Nisaga rufescens ingår i släktet Nisaga och familjen Eupterotidae. Inga underarter finns listade i Catalogue of Life.